# 丸木清美
丸木 清美（まるき せいみ、1914年（大正3年）11月12日 - 1994年（平成6年）8月27日）は、日本の医師、精神科医、政治家、教育者。
埼玉医科大学創立者。日本医科大学卒業、医学博士（東京大学）。

## 人物
埼玉県入間郡毛呂村（現毛呂山町）生まれ。旧制埼玉県立川越中学校から、1939年（昭和14年）3月に日本医科大学を卒業後、東京帝国大学（現東京大学）精神科教室に入局。教授は内村祐之。医学博士(東京大学)、同年10月海軍軍医（中尉）。1944年（昭和19年）少佐。1947年（昭和22年）に祖父の丸木清太郎が創設した毛呂病院の院長となった。1949年（昭和24年）精神薄弱児施設（現障害児入所施設）育心寮を、1950年（昭和25年）救護施設育心寮を開設。1952年（昭和27年）社会福祉法人育心会の初代理事長となる。1972年（昭和47年）毛呂病院を基に埼玉医科大学を創設し、1978年（昭和53年）から1994年（平成6年）まで2代目理事長も務めた。1980年（昭和55年）埼玉医大総合医療センター開設、1989年（平成元年）埼玉医大短大開設、学長。1994年（平成6年）在職中に逝去。
1955年（昭和30年）埼玉県議会議員当選、連続9期在職した後、1965（昭和40年）第67代議長に就任した。
1960年（昭和35年）3月、東京大学大学院医学系研究科博士課程より医学博士号を取得する。論文の題は「最急性期における疫痢脳髓の病理組織学補遺」 。
精神障害者の医療、福祉の充実、看護師の養成に尽力し、厚生大臣表彰を受けた。チベットの難民支援も行い、チベットの子どもたちを日本に招いて教育した。1965年（昭和40年）ペマ・ギャルポも丸木清美や木村肥佐生らの支援により来日し、家族同様に養育された。
1986年（昭和61年）毛呂山町名誉町民となる。

## 文献
- 泉孝英 『日本近現代医学人名事典』。2012年　医学書院。ISBN 978-4-260-00589-0
- 山田孝子「在日チベット人社会の形成・維持と日本におけるチベット難民支援－1965年から2014年の展開をとおして－」『金沢星稜大学人文学研究』第2巻第2号。2018年